# Сильвестр Юницький
Сильвестр Юницький (світське ім'я – Семен; *1719, Ведмедівка — †після 1769) – український релігійний діяч в добу Гетьманщини, архімандрит монастирів на Московщині. Керівник представництва Києво-Печерської Лаври у Москві, фінансовний менеджер, капелан, бібліотекар.

## Біографія
Народився у Київському полку в сім'ї священика. 1740 вступив до Києво-Могилянської академії, де навчався у філософському класі.
По закінченню повного курсу 29 серпня 1748 звернувся з проханням про постриг до архімандрита Києво-Печерської лаври Л. Білоусовича, від нього і прийняв чернечий постриг.
Згодом емігрує на Московщину до Олександро-Невської лаври, де виконував обов'язки бібліотекаря (1750-1753), економа і намісника (1761).
На початку 40-х років і 1756 служив на російському флоті військовим священиком.
1762 переміщено до Московського Високопетровського монастиря і висвячено на архімандрита. Неодноразово був посередником у діловому листуванні з адміністрацією Києво-Печерської Лаври. Так, 1763 до Сильвестра звернувся митрополит Тобольський і Сибірський Павло Конюшкевич з проханням допомогти йому знайти вчителів для Тобольської семінарії. Передаючи архімандриту Лаври 3. Валькевичу прохання владики Павла Конюшкевича, від себе радив «такому знатному святой Лавры благодѢтелю удоволствіе зделать». На початку 1764 Лавра направила до Москви, а звідти в Тобольськ, двох своїх ієромонахів з вихованців Академії: С. Ісаєвича і В. Бялковського.
Перебуваючи в Московії, підтримував тісні зв'язки з Гетьманщиною. Був одним із уповноважених Києво-Печерської Лаври у Москві, займався обліком фінансів, приймав пожертви на Лавру, вирішував питання господарського характеру. Надавав Лаврі багаті пожертви: ікони, ризи та інші церковні атрибути. У свою чергу, Лавра книжковими подарунками неодноразово висловлювала Сильвестру вдячність за турботу про рідну обитель, зокрема, 1765 відправила йому «Служебник», десять збірників (очевидно, молитвословів) і седмичний акафіст, а 1769 — «Служби преподобним печерським».